# Monts Oban
Pour les articles homonymes, voir Oban.

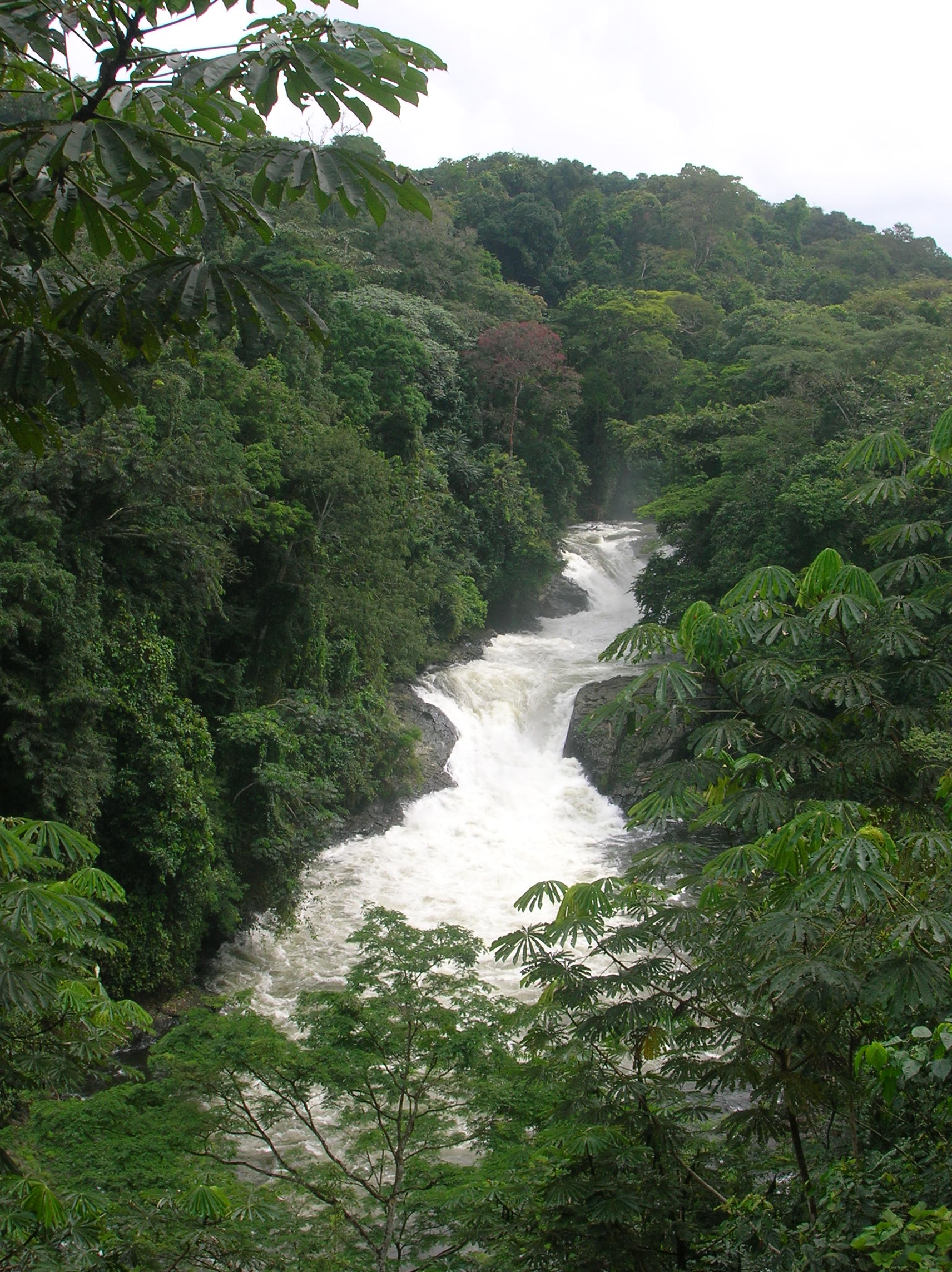
Les chutes du Kwa.

Les monts Oban (Oban Hills) sont un massif de basse montagne situé dans le Sud-Est du Nigeria (État de Cross River) et se prolongeant dans le Sud-Ouest du Cameroun.

## Biodiversité
Les monts Oban abritent de nombreuses espèces animales (16 de primates, 350 d'oiseaux, 42 de serpents, 75 de mammifères) et végétales (1 568 espèces de plantes dont 77 endémiques du Nigeria).
Plusieurs taxons y font référence, tels que Allexis obanensis, Anthonotha obanensis, Baphia obanensis, Chazaliella obanensis, Crossandra obanensis, Dicliptera obanensis, Dischistocalyx obanensis, Eugenia obanensis, Polystachya obanensis, Rhipidoglossum obanense ou Uvaria obanensis.
Le 1er novembre 1995, un dossier d'inscription sur la liste du patrimoine mondial a été déposé conjointement pour les monts Oban et le parc national de Korup au Cameroun.